# Cheirochelifer heterometrus
Cheirochelifer heterometrus es una especie de arácnido del orden Pseudoscorpionida de la familia Cheliferidae.

## Distribución geográfica
Se encuentra en Francia y Turquía.